# Naturfreundejugend Österreich
Die Naturfreundejugend Österreich ist eine eigenständige Gliederung der Freizeit- und Umweltorganisation Naturfreunde Österreich und umfasst nach eigenen Angaben rund 50.000 Naturfreunde-Mitglieder im Alter bis 30 Jahren. Im Mittelpunkt der Arbeit steht laut Vereinsstatuten der Mensch in seiner nachhaltigen Beziehung zur Natur. Der Verein hat seinen Sitz in der Naturfreunde-Bundesorganisation in Wien und betreibt ein Büro in Wels. Die Veranstaltungen, die vorwiegend dezentral von den Ortsgruppen in allen Bundesländern angeboten werden, richten sich an Kinder, Jugendliche, junge Erwachsene oder Familien und sollen für alle leistbar sein.

## Ziel und Zweck
Ziel ist es, den Kindern und Jugendlichen Naturerlebnisse zu vermitteln, den Gemeinschaftsgeist zu fördern und zur Erhaltung unserer natürlichen Lebensgrundlagen beizutragen. Die Naturfreundejugend Österreich bekennt sich zu einer Gesellschaft, die auf den Grundwerten Freiheit, Gleichheit, Gerechtigkeit und Solidarität aufbaut. Sie unterstützt die lebendige Weiterentwicklung und ständige Erneuerung der Demokratie in allen Lebensbereichen. Der Verein tritt allen militärischen, rassistischen, sexistischen, nationalistischen, faschistischen und totalitären Tendenzen mit allen demokratischen Mitteln entschieden entgegen. Der Verein agiert nach sozialen, wohltätigen und gemeinnützigen Kriterien sowie setzt sich für eine soziale und rechtliche Besserstellung der Kinder und der Jugendlichen in Staat und Gesellschaft ein.

## Arbeitsschwerpunkte
Als inhaltliche Sparten wurden „Team Alpin“, „Sports“ und „Natur + Umwelt“ definiert. Team Alpin umfasst das Sportklettern in Indoor- und Outdoor-Anlagen, Bergerlebniswochen und Alpin-Ausbildungen. Der sportliche Schwerpunkt liegt auf dem alpinen Skilauf sowie auf Rad- und Wassersport. Die Naturfreundejugend unterstützt Kampagnen für Klima- und Umweltschutz sowie die Sensibilisierung von jungen Menschen für die Natur. Für vorbildliche Naturschutz-Projekte unter Beteiligung von Kindern und Jugendlichen vergibt die Naturfreundejugend jährlich den Umweltpreis „Goldener Murmel“. Im Rahmen von Umweltworkcamps arbeiten junge Freiwillige jeden Sommer unentgeltlich bei der Errichtung, Sanierung oder Gestaltung von Hütten und Wanderwegen mit und haben dabei auch die Möglichkeit ein P.U.L.S.-Medienpraktikum zu absolvieren. 
Seit 2010 wird unter dem Namen „Outdoor-Akademie“ ein Kursprogramm mit dem Fokus auf Erlebnispädagogik und Trendsportarten angeboten. Ziel ist die Aus- und Weiterbildung der ehrenamtlich tätigen Kinderbetreuer und Jugendleiter. Die Naturfreundejugend organisiert jährlich den Team Master Boulder-Teambewerb für Nachwuchskletterer. Angebote für Feriencamps der Ortsgruppen und Landesorganisationen werden von der Bundesorganisation vor dem Sommer gesammelt und veröffentlicht. Die Naturfreundejugend versendet jeweils im Frühling und im Herbst das Jugendmagazin „friends“ sowie die Kinderseiten „Murmelpost“ an ihre Mitglieder zwischen 6 und 19 Jahren.
Der Verein ist in folgenden Verbänden vertreten:
- Naturfreundejugend Internationale (IYNF)
- Bundesjugendvertretung
- Umweltdachverband
- Kinder- und Jugendnetzwerk der verbandlichen Jugendorganisationen
- Österreichischer Jugendherbergsverband
- Allianz für den freien Sonntag